# 小宮山昇平
小宮山 昇平（こみやま しょうへい、生没年不詳）は明治時代の東京の地本問屋。

## 来歴
明治期に日本橋本石町2丁目9番地で地本問屋を営業していた。豊原国周、月岡芳年、楊洲周延の錦絵を出版している。

## 作品
- 豊原国周 『錦織武蔵の別品』 大判 錦絵 明治16年（）
- 豊原国周 『勧進帳』[1]
- 月岡芳年 『三国志図会内 玄徳風雪ニ孔明ヲ訪フ』 大判3枚続 錦絵 明治16年
- 楊洲周延 『チャリネ大曲馬御遊覧ノ図』 大判3枚続 錦絵 明治19年
- 楊洲周延 『倭錦春乃寿』 大判3枚続 錦絵 明治18年